# 克里斯蒂娜·穆姆哈特
克里斯蒂娜·穆姆哈特（德語：Christine Mummhardt，1951年12月27日—），旧姓瓦尔特（Walther），德国女子排球运动员。她曾代表东德参加1976年和1980年夏季奥林匹克运动会排球比赛，其中1980年奥运会获得一枚银牌。